# Medná kráva

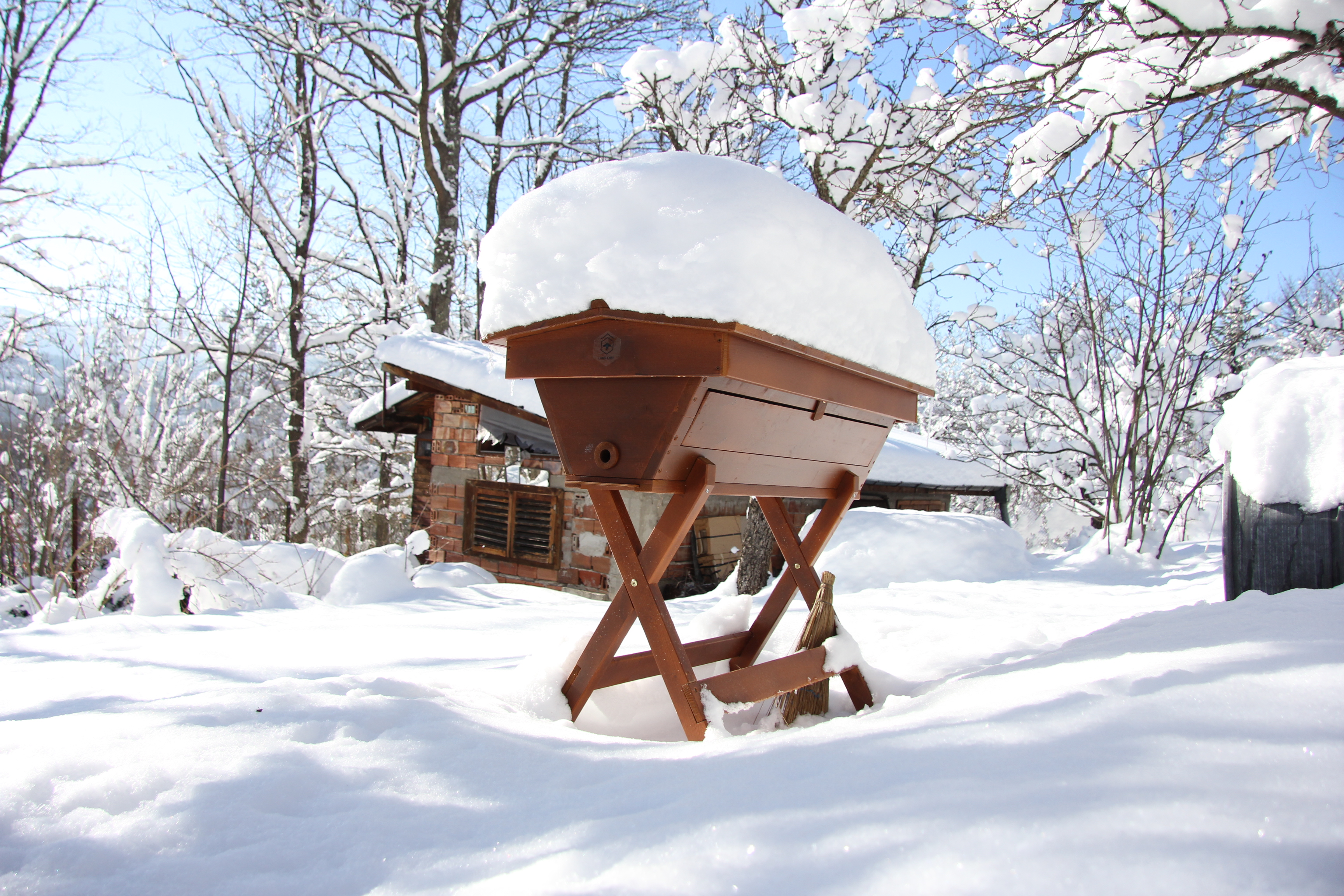
Úl typu medná kráva

Medná kráva, též medová kráva (anglicky Top Bar Hive) je typ včelího úlu pro biochov včel. Od nejběžnějšího Langstrothůva úlu se liší tím, že se do medné krávy nevkládají mezistěny. Včely v medné krávě staví dílo neuspořádaně a nahodile. Pro vnesení alespoň minimálního pořádku do stavby včelího díla je možné na horní hranu vnitřního prostoru medné krávy umístit loučky s břitovými hranami, které nutí včely započít stavbu díla právě na nich. Medná kráva nevyužívá klasické rámečky a tak její rozměry nejsou normalizovány. Příkladem je ozdobný úl původně určený pro chov včel na plástech, později vnitřně přestavěný na malou mednou krávu. Existují však doporučení pro stavbu, např. úl dle Dennise Murrella. Tento úl je vhodný zejména v místech, kde není prioritou získání včelích produktů, ale opylování ovocných stromů v zahradách a sadech.

## Srovnání s komerčními úly

### Výhody medné krávy
- včely žijí v přirozeném prostředí (obdobně jako v dutině stromu)
- snadné založení nového úlu
- nízké pořizovací náklady
- při dostatečné obměně díla vyřezáváním, eliminace chorob
- není nutná zimní příprava rámečků s mezistěnami (v medné krávě se nepoužívají)
- není nutné drahé vybavení pro získávání medu (medomet, odvíčkovací talíř)
- velká produkce vosku (z důvodu nemožnosti navracení plástů)[8][9][10]

### Nevýhody medné krávy
- velmi obtížné získávání medu (vyřezáním plástů a následným lisováním, navíc nutnost vyhýbat se plodu)
- obtížná obměna včelího díla
- problematické prohlížení a rozbor včelího díla (nelze po jednotlivých plátech jako u jiných typů úlů, např. nástavkových, budečských,...)
- problematické přemístění včel z medné krávy do běžného komerčního úlu a obráceně (v úlu zůstává plod a zásoby)[8][9][10]